# Villefagnan
 Villefagnan  es una población y comuna francesa, en la región de Poitou-Charentes, departamento de Charente, en el distrito de Angoulême. Es el chef-lieu y mayor población del cantón de Villefagnan.

## Demografía
| 1065 | 1001 | 982 | 974 | 996 | 1022 |
| Para los censos de 1962 a 1999 la población legal corresponde a la población sin duplicidades (Fuente: INSEE [Consultar]) |      |     |     |     |      |